# Escudo de Chihuahua
El Escudo del Estado Libre y Soberano de Chihuahua es el escudo de armas del estado mexicano de Chihuahua.

## Historia
En 1938 al ser propuesta en la Sociedad Chihuahuense de Estudios Históricos la elaboración de un escudo que sirviera a la misma, se encargó el proyecto a una comisión de socios, entre los que se encontraban León Barri y José Carlos Chávez Flores, los cuales elaboraron una propuesta. Fue indudablemente José Carlos Chávez quien más trabajo dedicó al proyecto hasta dejar terminado el escudo definitivo adoptado por la sociedad. 
Después, cuando ese escudo fue adoptado por el municipio de Chihuahua en 1941, él mismo se encargó de hacerle las modificaciones pertinentes hasta dejarlo como está en la actualidad. Este mismo escudo fue adoptado por el estado.

## Descripción
El escudo de armas del estado de Chihuahua es de tipo gótico ojival, es decir, terminado en punta. (Esto es inusual entre los escudos de México, los cuales siguen la tradición heráldica española. Se dice que la forma de éste se debe a que el creador fue un ciudadano francés avecindado en la Ciudad de Chihuahua, pero esto no es comprobable en 2007). Está compuesto por una bordura de gules (rojo) en que en la parte superior se lee "Estado D Chih", acrónimo de Estado de Chihuahua y en los lados, el lema del estado "Valentía, Lealtad, Hospitalidad", en letras de plata y de lo mismo una flor de manzano en cada uno de los extremos superiores. 

Variante del escudo municipal de Chihuahua usada por el estado hasta 1983.

El cuerpo principal del escudo está dividido en tres cuarteles asimétricos, separados entre ellos y de la bordura por una filete de hojas de laurel de sinople (verde), el cuartel jefe muestra sobre el fondo azul (azul) del cielo los tres cerros que dominan el paisaje de la ciudad de Chihuahua, capital del estado, que son "El Coronel", "Santa Rosa" y "Grande" en su color natural, y el primer plano de izquierda a derecha un malacate de minas, una sección del Acueducto de la capital del estado y un árbol de mezquite. 
El cuartel central se encuentra jaquelado de dieciséis piezas, ocho de plata y ocho de gules que representan los votos a favor y en contra que se emitieron para fundar la ciudad de Chihuahua en 1709 y que resultaron en un empate, y sobre ellos se encuentra los rostros de perfil de un conquistador español y un indio tarahumara viéndose de frente. En el cuartel inferior, de azul, el frontispicio de la catedral de Chihuahua en oro.
El escudo de armas del municipio de Chihuahua es exactamente igual al del estado. Solo con dos diferencias, de decir en Lugar de Estado de Chih, Sn Phe el Rl de Chih,"Sna Phelipe el Real de Chihuahua".
La otra diferencia es que el escudo del estado no incluye los lambriques de oro y plata ni el yelmo.

## Interpretación del Escudo
En la parte superior, en el corte abovedado, se lee "ESTADO D CHIH" está flanqueado por una flor de manzano en cada uno de los vértices superiores, y esta flor representa a Chihuahua y a los chihuahuenses en los centros de cultura. Las palabras Valentía, Lealtad y Hospitalidad, que lo circundan y enmarcan, son representación de las cualidades y características de los chihuahuenses. El filete de hojas de laurel, simboliza los triunfos que han alcanzado los chihuahuenses en todos los campos del quehacer humano.
En la sección jefe, el malacate de minas interpreta el trabajo y rememora lo que fue la principal riqueza del estado y sus hijos, y que dio nacimiento a muchas poblaciones, las cuales algunas son de las más importantes.
El acueducto, la primera obra monumental de nuestros antepasados coloniales en esta población, indica la carencia ancestral y el afán de obtener los satisfactores en el desierto. El mezquite, planta xerófila, caracteriza y representa toda la flora. Los cerros, que son parte del paisaje, simbolizan también lo inhóspito de estas tierras.
En la sección media, los jaqueles, en plata y rojo, son los votos que en pro y en contra se emitieron para decidir la fundación de esta población en 1709, en contraposición del otro lugar que era Santa Eulalia de Mérida de Chihuahua, y que, al establecerse en la junta de los ríos Sacramento y Chuvíscar, fue por el voto definitivo que emitió don Antonio de Deza y Ulloa y Mencia, gobernador de la provincia de la Nueva Vizcaya.
Destacan en esta sección, sobre medallón estilizado de oro, a la diestra, un soldado español; y a la siniestra, una mujer tarahumara, ambos con vista al centro, los cuales representan la importancia de la colonización, así como el mestizaje. En la sección inferior, sobre el campo azul, el frontispicio de la Catedral, monumento colonial hermosísimo, tan venerado por los chihuahuenses, expresa la sólida fe de ellos.

## Escudos de los municipios

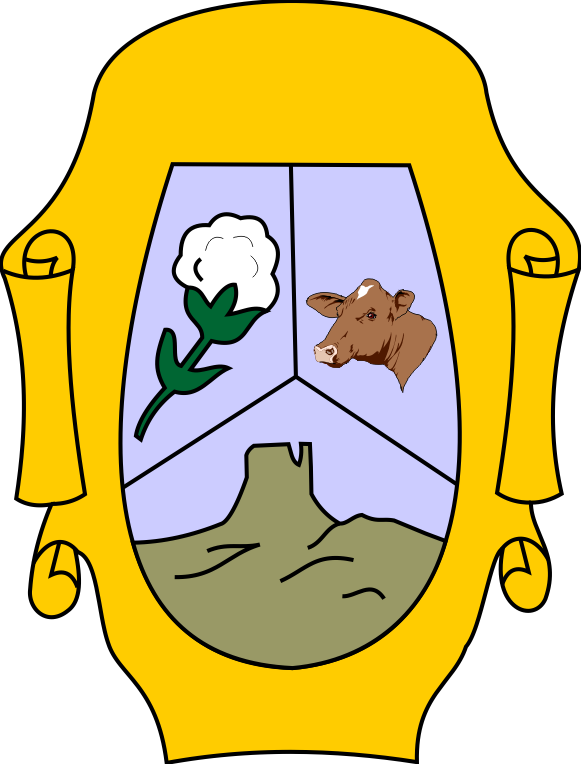
Ahumada
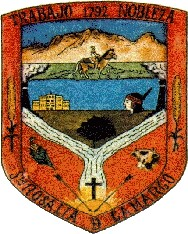
Camargo
Casas Grandes
Chihuahua
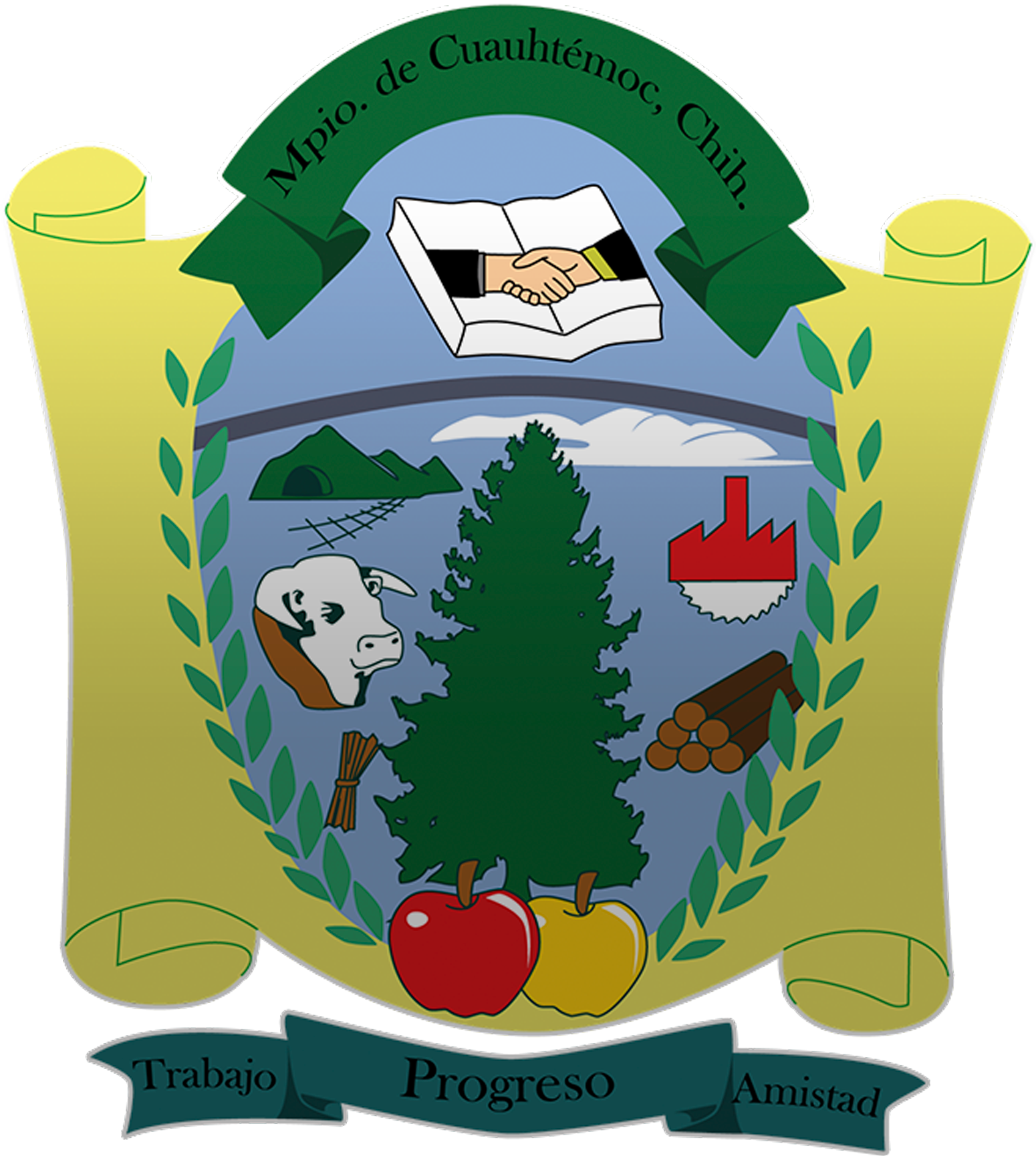
Cuauhtémoc
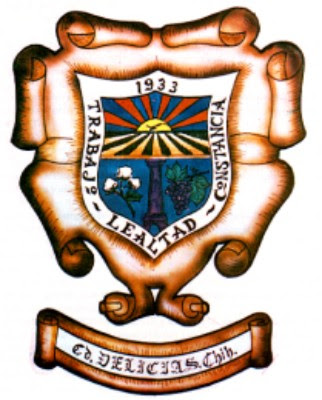
Delicias
Juárez
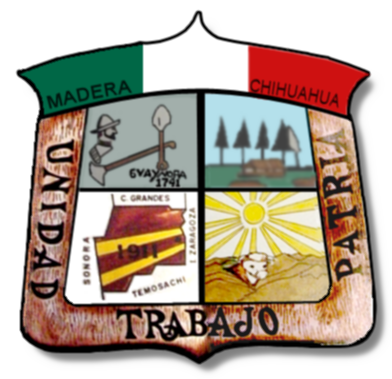
Madera
Saucillo